# Biserica Sfinții Voievozi din Păușa
Biserica „Sfinții Voievozi” este un monument istoric aflat pe teritoriul localității componente Păușa a orașului Călimănești, județul Vâlcea.

## Istoric și trăsături
Din punct de vedere tipologic este o biserică-sală, cu turn-clopotniță peste pridvor. Pridvorul este închis cu parapeți din zidărie și tâmplărie din lemn.
Conform pisaniei, biserica construită între 1654-1658 era prea mică și avea rol de lăcaș de cult pentru schitul de călugări cu hramul „Sfinții Voievozi”. Deoarece cea veche se surpase a fost înlocuită cu actuala și a devenit biserică de mir pentru satul Păușa.
Se presupune că Schitul Păușa a fost zidit inițial de doamna Bălașa, soția lui Constantin Șerban. Biserica actuală a fost construită de preoții Vasile și Stan, Ion Belculescu și Mandalina, mama sa, cu ajutorul enoriașilor.
În anul 1995 pictura a fost refăcută total, în interior și pe fațada de vest a bisericii.